# Hydrangea involucrata
Espèce
Classification APG II (2003)
Hydrangea involucrata est une espèce du genre Hydrangea originaire du Japon et de Taïwan.
Synonyme : Hydrangea longifolia Hayata

## Description
Il s'agit d'un arbuste à port étalé, caduc, de moins de 2 m de haut (généralement en variétés horticoles de moins de 1 m).
Les feuilles sont vert moyen, larges, ovales et très velues.
En été, la plante produit des inflorescence à petites fleurs fertiles internes bleues ou roses, entourées de grandes fleurs stériles bleu pâle ou blanches (vert pâle pour la variété 'viridescens').
L'espèce compte 2n = 30 chromosomes.

## Utilisation
Il s'agit d'une espèce utilisée pour comme arbuste ornemental en situation ombragée qui se trouve assez aisément en France
De nombreuses variétés et hybrides horticoles sont disponibles, dont :
- Hydrangea Involucrata 'Blue Bunny' [4]
- Hydrangea involucrata 'Hortensis'
- Hydrangea involucrata 'Late love'
- Hydrangea involucrata 'Mihara Kokonoe Tama'
- Hydrangea involucrata 'Oshima'
- Hydrangea involucrata 'Plena'
- Hydrangea involucrata 'Sterilis'
- Hydrangea involucrata 'Toraku Tama'
- Hydrangea involucrata 'Viridescens'
- Hydrangea involucrata 'Wim Ruten' [5]
- Hydrangea involucrata 'Yokudanka'
- Hydrangea involucrata 'Yoraku Tama'
- Hydrangea involucrata × aspera (croisement Hydrangea involucrata avec Hydrangea aspera)

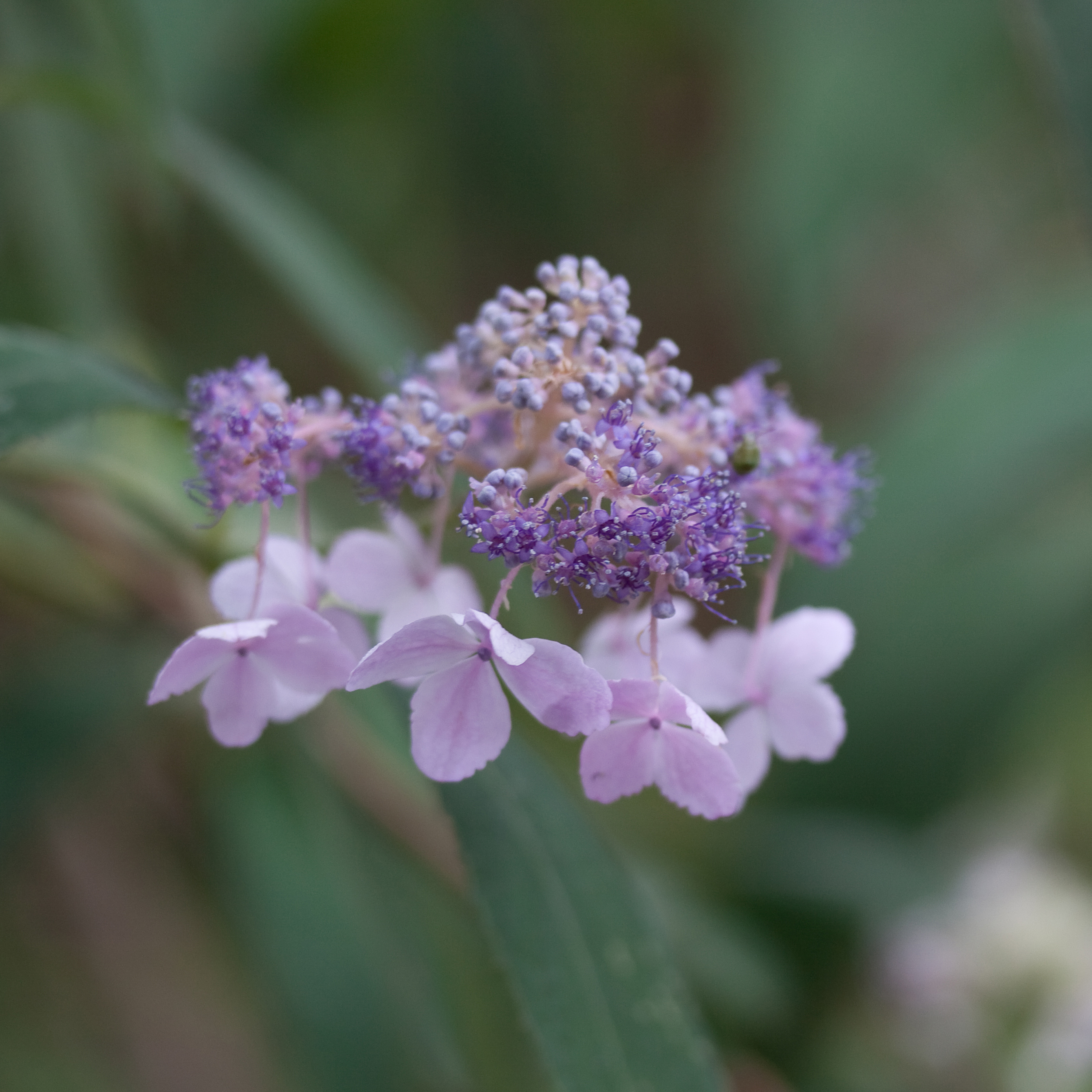
Fleurs
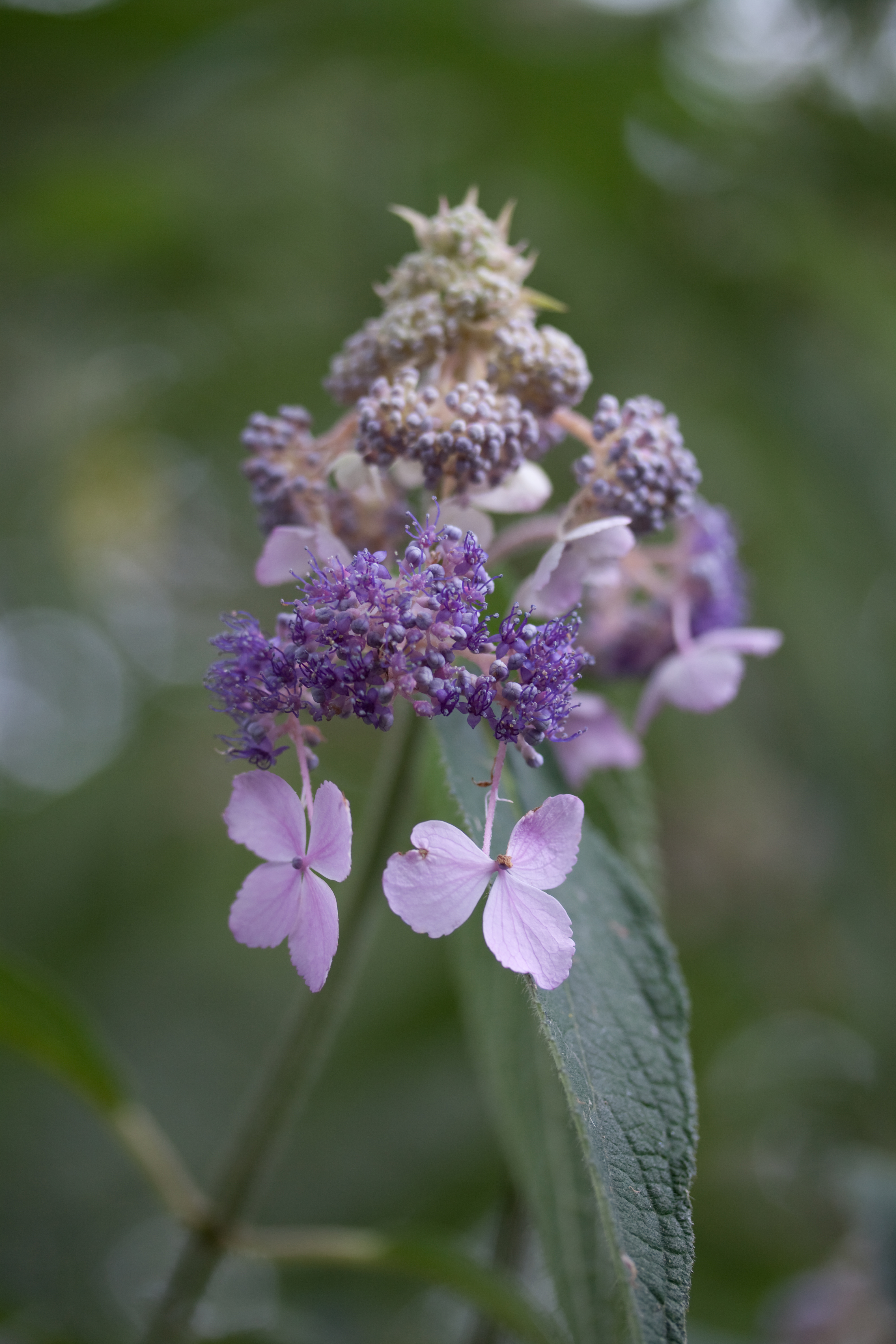
Fleurs
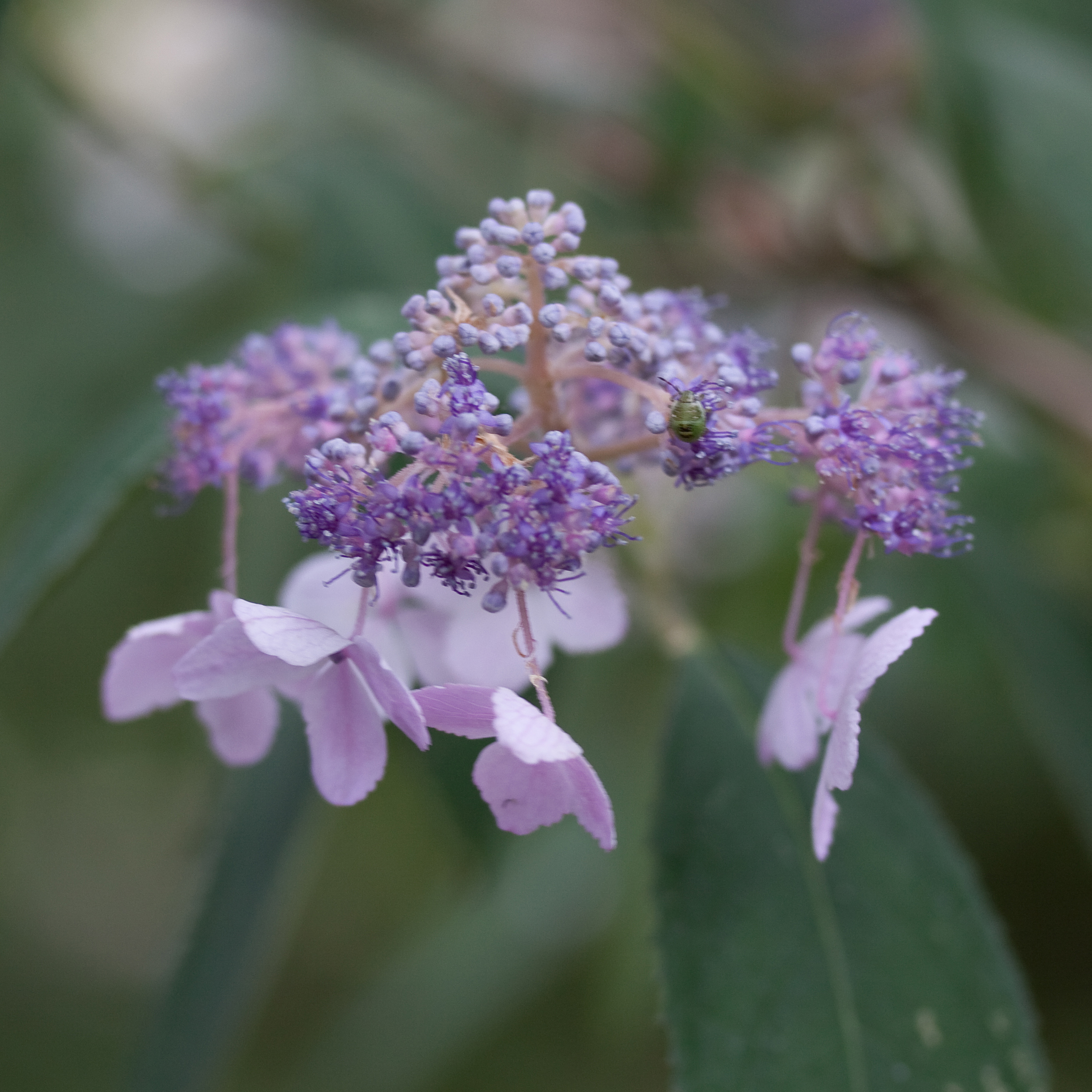
Fleurs